# 民主統一国民戦線
民主統一国民戦線（みんしゅとういつこくみんせんせん、タミル語: ஜனநாயக ஐக்கிய தேசிய முன்னணி、英語: Democratic United National Front）は、スリランカの政党。
1990年、統一国民党に批判的なグループが結成。ラリト・アトラトムダリとガミニ・ディサーナーヤカが共同で党を率いていたが、1993年4月23日、アトラトムダリが選挙期間中に暗殺されると党は分裂。アトラトムダリの未亡人であるスリマニ・アノマ・アトラトムダリが新党・民主統一国民ラリト戦線を立ち上げる。
2004年4月2日に行われた選挙では、民主統一国民戦線も参加する政党連合統一人民自由同盟が225議席中105議席を獲得した。
2009年12月には、同連合を離れ統一国民戦線に参加している。しかし2010年2月には改めて民主国民連合へと移動した。